# Бузек
Бузек (њем. Buseck) општина је у њемачкој савезној држави Хесен. Једно је од 18 општинских средишта округа Гисен. Према процјени из 2010. у општини је живјело 13.114 становника. Посједује регионалну шифру (AGS) 6531003.

## Географски и демографски подаци
Бузек се налази у савезној држави Хесен у округу Гисен. Општина се налази на надморској висини од 227 метара. Површина општине износи 38,7 km². У самом мјесту је, према процјени из 2010. године, живјело 13.114 становника. Просјечна густина становништва износи 339 становника/km².

## Међународна сарадња
| Мјесто | Држава   | Врста сарадње | Од    |
| ------ | -------- | ------------- | ----- |
| Тат    | Мађарска | партнерство   | 1996. |
| Молн   | Аустрија | партнерство   | 1975. |
| Извор  |          |               |       |